# 库资胡同
库资胡同，是位于北京市西城区中部的一条胡同。现已无存。

## 简介
库资胡同为曲折走向，北到复兴门内大街，西到东嘉祥里。全长250米，平均宽6米。清朝起初称“裤子胡同”，后来谐音改称“库资胡同”。1990年代末拆除，原址兴建远洋大厦。